# Arzamas
Arzamas (ryska Арзама́с) är den tredje största staden i Nizjnij Novgorod oblast i Ryssland. Folkmängden uppgår till strax över 100 000 invånare.